# Rubus Arcticus (grant)
Rubus Arcticus je kulturní grant každoročně udělovaný krajskou radou kraje Norrbotten ve Švédsku. Grant je pojmenován po Rubus arcticus, což je vědecký název pro arktickou malinu (švédsky: åkerbär), provinční květinu Norrbottenu.
Rozvojový grant v hodnotě 100 000 SEK je udělovaný profesionálním umělcům. Od roku 1995 do roku 1998 byl udělován dvakrát ročně, jednou na jaře a jednou na podzim, pokaždé čtyřem umělcům. Od roku 1998 do roku 2001 byl udělován jednou ročně osmi umělcům. Od roku 2001 je grant udělován jednou ročně čtyřem umělcům.

## Příjemci
| Rok           | Příjemce                                  | Obor             |
| ------------- | ----------------------------------------- | ---------------- |
| 1995 (jaro)   | Paul-Anders Simma                         | multimédia       |
| 1995 (jaro)   | Gunilla G. Breskyová                      | film             |
| 1995 (jaro)   | Håkan Rudehill                            | drama            |
| 1995 (jaro)   | Marika Sandströmová                       | tanec            |
| 1995 (podzim) | Bengt Pohjanen                            | literatura       |
| 1995 (podzim) | Ingela Nilssonová                         | multimédia       |
| 1995 (podzim) | Osnát Opatowsky-Wahlberg                  | tanec            |
| 1995 (podzim) | Eva-Stina Sandlingová                     | visual arts      |
| 1996 (jaro)   | Eva Hammondová                            | tanec            |
| 1996 (jaro)   | Erik Norberg                              | hudba, drama     |
| 1996 (jaro)   | Boris Ersson                              | film, multimédia |
| 1996 (jaro)   | Erik Fankki                               | ruční práce      |
| 1996 (podzim) | Eva Källmanová                            | umění            |
| 1996 (podzim) | Dan Lundström                             | film             |
| 1996 (podzim) | Charlotta Ruthová                         | tanec            |
| 1996 (podzim) | Jan Ferm                                  | hudba            |
| 1997 (jaro)   | Dan Lestander                             | umění            |
| 1997 (jaro)   | Torbjörn Säfve                            | literatura       |
| 1997 (jaro)   | Anna Ponténová                            | film             |
| 1997 (jaro)   | Svante Lindqvist                          | hudba            |
| 1997 (podzim) | Jan-Anders Eriksson                       | umění            |
| 1997 (podzim) | Åsa Simmaová                              | film, multimédia |
| 1997 (podzim) | Elisabeth Heilmanová-Blindová             | divadlo          |
| 1997 (podzim) | Lars Gulliksson                           | hudba            |
| 1998 (jaro)   | Brita Weglinová                           | umění            |
| 1998 (jaro)   | Lena Stenbergová                          | umění            |
| 1998 (jaro)   | Katarina Fallholmová                      | hudba, opera     |
| 1998 (jaro)   | Hans Andersson                            | literatura       |
| 1998 (podzim) | Lena Lahtiová                             | umění            |
| 1998 (podzim) | Kenneth Jansson                           | tanec            |
| 1998 (podzim) | Marianne Öqvistová                        | umění            |
| 1998 (podzim) | Dave Ave (David Lindgren, Aron Tideström) | hudba            |
| 1999          | Jan Sandström                             | hudba            |
| 1999          | Yana Sundgren Mangiová                    | hudba            |
| 1999          | Katarina Kieriová                         | literatura       |
| 1999          | Mattias Alkberg                           | literatura       |
| 1999          | Mikael Niemi                              | literatura       |
| 1999          | Lennart Holmbom                           | umění            |
| 1999          | Gudrun Söderholmová                       | umění            |
| 1999          | Christer Engberg                          | film             |
| 2000          | Bertil Sundstedt                          | umění            |
| 2000          | Åsa Bergdahlová                           | umění            |
| 2000          | Britta Marakattová-Labbaová               | umění            |
| 2000          | Lisbeth Sandbergová                       | hudba            |
| 2000          | Kristoffer Åström                         | hudba            |
| 2000          | Ann Marie Ljungbergová                    | literatura       |
| 2000          | Bror Astermo                              | divadlo          |
| 2000          | Katarina Wennbergová                      | tanec            |
| 2001          | Boel Forssellová                          | divadlo          |
| 2001          | Lena Ylipääová                            | umění            |
| 2001          | Pontus Wikström                           | film             |
| 2001          | Manlio Hjelm-Giordano                     | hudba            |
| 2002          | Maria Vedinová                            | literatura       |
| 2002          | Peo Rask                                  | literatura       |
| 2002          | Erling Fredriksson                        | hudba            |
| 2002          | Ricky Sandberg                            | umění            |
| 2003          | Carina Henrikssonová                      | opera            |
| 2003          | Rose-Marie Huuvaová                       | literatura       |
| 2003          | Johan Ramström                            | hudba            |
| 2003          | David Vikgren                             | literatura       |
| 2004          | Anna Vnuková                              | tanec            |
| 2004          | Mona Mörtlundová                          | literatura       |
| 2004          | Pia Suonvieriová                          | múzická umění    |
| 2004          | Christer Lövgren                          | umění            |
| 2005          | Anette Winbladová                         | film             |
| 2005          | Kjell Morin                               | divadlo          |
| 2005          | Monica L. Edmondsonová                    | umění            |
| 2005          | Yngve Ryd                                 | literatura       |
| 2006          | Sofia Jannoková                           | hudba            |
| 2006          | Magnus Fredriksson                        | film             |
| 2006          | Cecilia Hanssonová                        | literatura       |
| 2006          | Jenny Välitalová                          | hudba            |
| 2007          | AnnaSofia Måågová                         | umění            |
| 2007          | Mattias Kalander                          | hudba            |
| 2007          | Agneta Anderssonová                       | umění            |
| 2007          | Simon Marainen                            | hudba            |
| 2008          | Kerstin Hedströmová                       | umění            |
| 2008          | Joar Tiberg                               | literatura       |
| 2008          | Ann-Helén Laestadiusová                   | literatura       |
| 2008          | Markus Wargh                              | hudba            |
| 2009          | Ingela Lekfalková                         | film             |
| 2009          | Gun Olofssonová                           | hudba            |
| 2009          | Sara Edströmová                           | umění            |
| 2009          | Jonas Selberg Augustsén                   | film             |
| 2010          | Mitra Sohrabianová                        | film             |
| 2010          | Randi Marainenová                         | umění            |
| 2010          | Patrik Häggström                          | tanec            |
| 2010          | Anton Raukola                             | divadlo          |
| 2011          | Klas Hällerstrand                         | umění            |
| 2011          | Pia-Karin Helsingová                      | hudba            |
| 2011          | Lisa Hennixová                            | tanec            |
| 2011          | Cecilia Enbergová                         | umění            |
| 2012          | Anna Azcárateová                          | divadlo          |
| 2012          | Christian Svarfvar                        | hudba            |
| 2012          | Lina Stoltzová                            | literatura       |
| 2012          | Liselott Wajstedtová                      | umění            |
| 2013          | Marcus Fjellström                         | hudba            |
| 2013          | Barbro Lomakkaová                         | textilní umění   |
| 2013          | Maria Ros Palmklintová                    | múzická umění    |
| 2013          | Johanna Lindbäcková                       | literatura       |
| 2014          | Victoria Anderssonová                     | výtvarné umění   |
| 2014          | Camilla Blomqvistová                      | scenáristika     |
| 2014          | Daniel Wikslund                           | hudba            |
| 2014          | Jouni Vesa                                | tanec            |
| 2015          | Nicolai Dunger                            | hudba            |
| 2015          | Fanny Kivimäkiová                         | tanec            |
| 2015          | Magnus Svensson                           | výtvarné umění   |
| 2015          | Marie Wårellová                           | tanec            |
| 2016          | Anja Örnová                               | umění            |
| 2016          | Elin Ruuthová                             | literatura       |
| 2016          | Jonna Löfgrenová                          | hudba            |
| 2016          | Marcus Baldemar                           | tanec            |
| 2017          | Anders Alm                                | fotografování    |
| 2017          | Charlotta Lennartsdotterová               | film             |
| 2017          | David Väyrynen                            | literatura       |
| 2017          | Rasmus Lindberg                           | divadlo          |
| 2018          | Lotta Lampaová                            | umění            |
| 2018          | Linda Remahlová                           | tanec            |
| 2018          | Bo Selinder                               | hudba            |
| 2018          | Thomas Hämén                              | umění            |
| 2019          | Daniel Åberg                              | literatura       |
| 2019          | Anna-Sofia Monroyová                      | hudba            |
| 2019          | Anders Sunna                              | umění            |
| 2019          | Charlotte Lindmarková                     | divadlo          |